# Oberea neptis
Oberea neptis är en skalbaggsart som beskrevs av Francis Polkinghorne Pascoe 1867. Oberea neptis ingår i släktet Oberea och familjen långhorningar.
Artens utbredningsområde är Sarawak. Inga underarter finns listade i Catalogue of Life.